# Securiceni
Securiceni – wieś w Rumunii, w okręgu Suczawa, w gminie Udești. W 2011 roku liczyła 143 mieszkańców. 